# Publicidad espacial

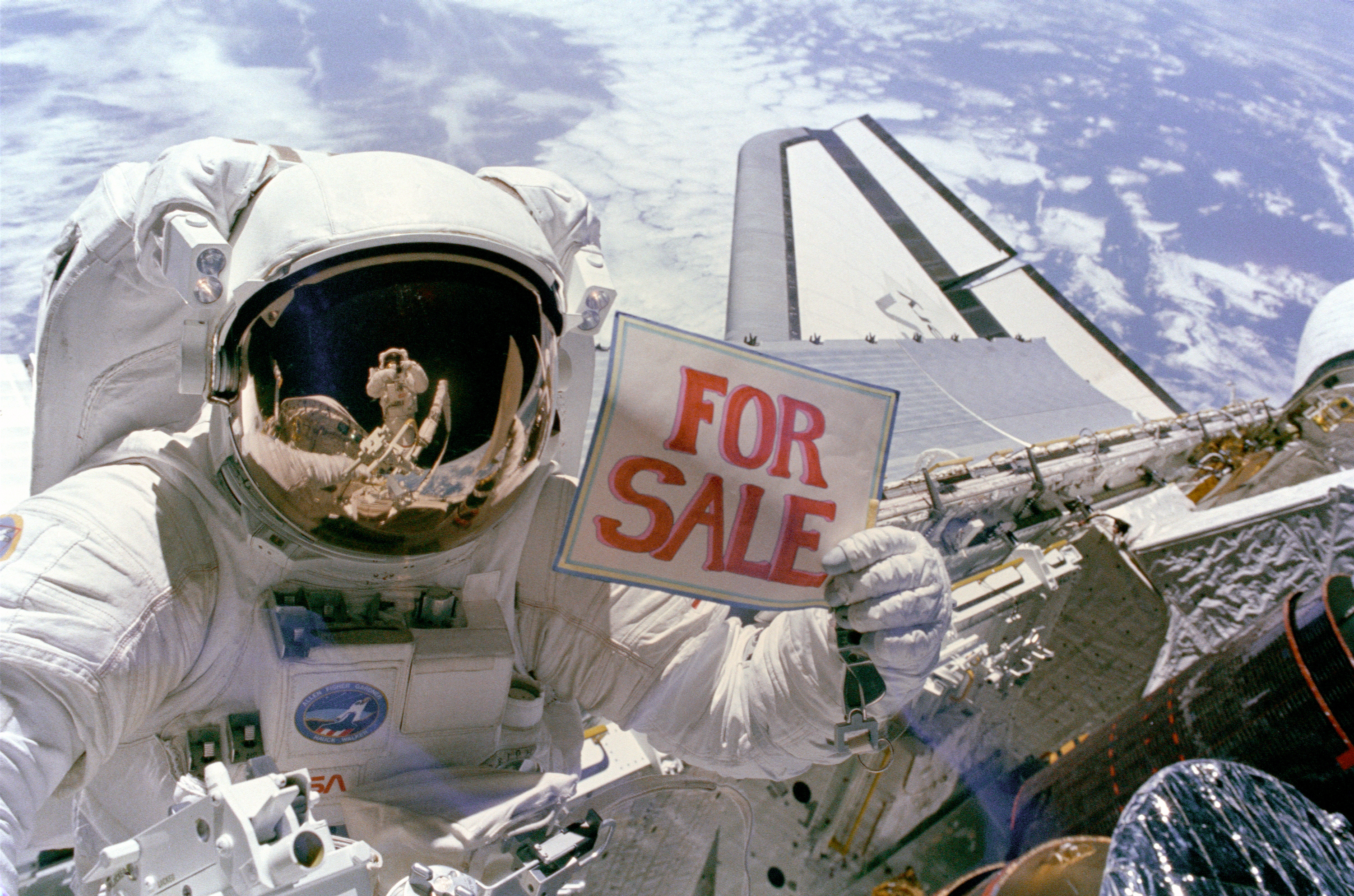
Un astronauta de la NASA bromea haciendo publicidad de un satélite defectuoso recuperado durante un paseo espacial.

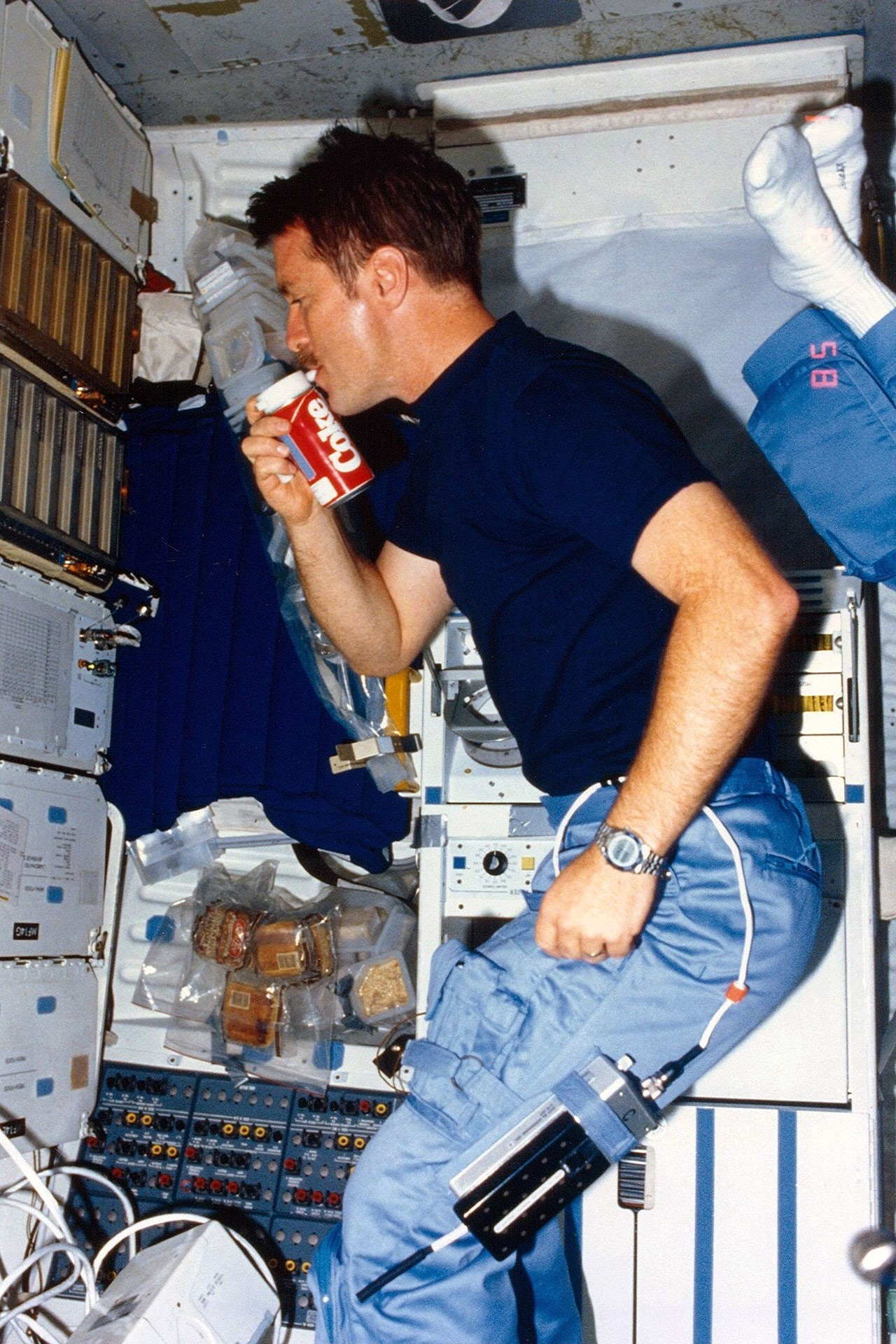
La publicidad por emplazamiento puede utilizarse en misiones que sean retrasmitidas en la televisión.

La publicidad espacial es la inclusión de publicidad en el espacio exterior, especialmente en los viajes espaciales. Aunque ha habido tan solo unos pocos ejemplos de campañas de marketing exitosas, ha habido varias propuestas para publicitar un producto en el espacio, y algunas empresas incluso han pensado en enviar una valla publicitaria visible desde la Tierra.

## Intentos
En 1993 la compañía estadounidense Space Marketing Inc. en su campaña "Space Billboard" propuso enviar una valla publicitaria iluminada de 1 km² a una órbita terrestre baja, la cual sería visible desde la Tierra. El anuncio tendría aproximadamente el mismo tamaño y brillo que la luna e iba a estar construido con láminas de mylar. Se estimó que la basura espacial impactaría contra él unas 10 000 veces; esto unido al hecho de que no se encontró una financiación adecuada impidió que el proyecto progresara.
El primer anuncio filmado en el espacio promocionaba la leche de la empresa israelí Tnuva. Fue grabado dentro de la estación espacial Mir en 1997.
Pizza Hut llevó a cabo una inusual forma de publicitar la comida rápida en los vuelos espaciales en dos ocasiones. En 2001 se convirtió en la primera empresa que envió pizzas al espacio cuando su comida, envasada al vacío, llegó a la Estación Espacial Internacional, solo un año después de firmar un acuerdo para colocar un cartel de 9 m con el logo de Pizza Hut en un lateral del cohete no tripulado Proton, lanzado por el módulo Zvezda. Kodak pagó para que su logo y su eslogan aparecieran en un material, cuya durabilidad iba a ser probada en el espacio, en la superficie de la Estación Espacial Internacional.
En 2008 la marca de aperitivos Doritos lanzó al espacio exterior, en colaboración con científicos del Centro Espacial EISCAT Svalbard, en Noruega, el primer anuncio televisivo de la historia en busca de “nuevos consumidores alienígenas”. El spot que ganó el concurso "You Make It, We'll Play It" fue emitido el 12 de junio de 2008. El anuncio fue transmitido hacia una estrella lejana, que es orbitada por planetas que podrían albergar vida, situada dentro de la constelación de la Osa Mayor, a unos 42 años luz.
El equipo White Label Space, que participa en la misión Google Lunar X PRIZE, pretende establecer convenios con empresas de todo el mundo que estén interesadas en entrar en el mercado espacial.

## Legislación
En 1993, tras el proyecto “Space Billboard”, el congresista estadounidense Ed Markey presentó un proyecto de ley para prohibir la publicidad de los Estados Unidos en el espacio. Finalmente, se modificó la Sección 70102 del título 49 del Código de los Estados Unidos prohibiendo solo la publicidad que resultara molesta, permitiendo el patrocinio de las empresas al colocar su logo en los cohetes o en los trajes de los astronautas. Desde mayo de 2005, la Federal Aviation Administration (FAA) se ha encargado de supervisar el cumplimiento de esta ley.
El otro líder de la exploración espacial, Rusia, ha aceptado que haya campañas de publicidad en la mayoría de sus misiones.

## En la cultura popular
Grandes anuncios publicitarios han estado presentes en varios libros, películas y series de televisión de ciencia ficción, el ejemplo más notable quizá sea la serie de animación Futurama. En ella a menudo se muestra una sátira de la comercialización.
En el cuento Pi in the Sky (1945) de Fredric Brown, un inventor reorganiza la posición de las estrellas para formar un eslogan publicitario.
En la novela The Man Who Sold the Moon (1951) de Robert A. Heinlein, el protagonista recauda fondos para cubrir con publicidad la cara visible de la Luna.
La novela Mercaderes del espacio (1953) de Frederik Pohl y Cyril M. Kornbluth es una distopía satírica del capitalismo y de la publicidad, donde el protagonista tiene la ardua misión de publicitar el planeta Venus para que empresas inviertan en él.
En el cuento Buy Jupiter (1958) de Isaac Asimov, un grupo de extraterrestres negocia un acuerdo con los gobiernos de la Tierra para adquirir el derecho a modificar el tamaño y la forma del planeta Júpiter con un aparato que crea anuncios, que serían visualizados por las naves que pasaran cerca del planeta. 
En un episodio de la serie de televisión Carmen Sandiego, la protagonista planea lanzar cohetes para transformar la cara de la Luna y que aparezca el logo del programa.